# واموش‌میکولا
واموش‌میکولا (به مجاری:  Vámosmikola) یک منطقهٔ مسکونی در مجارستان است که در ناحیه سوب واقع شده‌است.